# Tanytarsus magnituberculus
Tanytarsus magnituberculus är en tvåvingeart som beskrevs av Guha, Das och Chaudhuri 1985. Tanytarsus magnituberculus ingår i släktet Tanytarsus och familjen fjädermyggor. Inga underarter finns listade i Catalogue of Life.